# Mitteldeutsche Fußballmeisterschaft 1918/19
Die Mitteldeutsche Fußballmeisterschaft 1918/19 des Verbandes Mitteldeutscher Ballspiel-Vereine (VBMV) war die 18. Spielzeit der Mitteldeutschen Fußballmeisterschaft. Trotz des weiterhin anhaltenden Wütens des Ersten Weltkriegs bis in den Spätherbst hinein fand in der Spielzeit in den meisten Gauen ein regelmäßiger und respektabler Spielbetrieb statt. Durch einen 2:1-Erfolg über den SV Fußballring Dresden, wurde der Hallesche FC 1896, zum zweiten und letzten Mal Mitteldeutscher Fußballmeister. Eine überregionale Deutsche Meisterschaft fand wiederum kriegsbedingt nicht statt.

## Modus
Während des Ersten Weltkriegs, war die administrative Sport-Struktur Mitteldeutschlands in 18 Bezirke (Gaue) unterteilt. Im Juli 1918 wurde beschlossen, die Thüringer Gaue: Kyffhäuser, Nordthüringen, Ostthüringen, Saale-Elster, Südthüringen, Wartburg und Westthüringen zu einem Gebilde zusammenzufügen. Somit sollte eine oberste Thüringenliga eingerichtet werden. Inwieweit sich sämtlich betroffene Gaue beteiligten, ist nicht überliefert. Der Saale-Elster-Gau protestierte gegen diese Entscheidung und spielte in dieser Saison eine eigene 1. Klasse aus. Die Abschlusstabellen der einzelnen Gaue, sind mit Ausnahmen, leider nicht überliefert.
| Gau              | Gaumeister                  |
| ---------------- | --------------------------- |
| Altmark          | FC Viktoria 09 Stendal      |
| Anhalt           | Viktoria 03 Zerbst          |
| Elbe/Elster      | kein Spielbetrieb           |
| Erzgebirge       | kein Spielbetrieb           |
| Göltzschtal      | kein Spielbetrieb           |
| Harz             | FC Germania Halberstadt     |
| Kyffhäuser       | SV Wacker 05 Nordhausen     |
| Mittelelbe       | SC Preußen-Wacker Magdeburg |
| Mittelsachsen    | kein Spielbetrieb           |
| Nordwestsachsen  | SpVgg 1899 Leipzig-Lindenau |
| Oberlausitz      | kein Spielbetrieb           |
| Ostsachsen       | SV Fußballring Dresden      |
| Saale            | Hallescher FC 1896          |
| Saale-Elster     | Naumburger SV 05            |
| Südwestsachsen   | VfB Chemnitz                |
| Thüringen        | SC Erfurt 1895              |
| Vogtland         | kein Spielbetrieb           |
| Westsachsen      | Zwickauer SC                |
| Titelverteidiger | VfB Leipzig                 |

## Gau Harz
Aus dem Gau Harz ist aus dieser Spielzeit folgender Tabellenstand überliefert.
| Pl. | Verein                      | Sp. | S | U | N | Tore    | Quote | Punkte |
| --- | --------------------------- | --- | - | - | - | ------- | ----- | ------ |
| 1.  | FC Germania Halberstadt (M) | 6   | 3 | 1 | 2 | 016:170 | 0,94  | 07:50  |
| 2.  | FC Teutonia Aschersleben    | 5   | 2 | 1 | 2 | 025:100 | 2,50  | 05:50  |
| 3.  | SpVgg Thale                 | 3   | 2 | 0 | 1 | 012:600 | 2,00  | 04:20  |
| 4.  | FC Viktoria Thale           | 3   | 2 | 0 | 1 | 004:900 | 0,44  | 04:20  |
| 5.  | FC Askania Aschersleben     | 2   | 1 | 0 | 1 | 008:700 | 1,14  | 02:20  |
| 6.  | FC Viktoria Wernigerode     | 3   | 0 | 0 | 3 | 003:190 | 0,16  | 0:60   |

| (M) | Titelverteidiger Harz |

## Gau Nordwestsachsen
| Pl. | Verein                      | Sp. | Tore  | Quote | Punkte |
| --- | --------------------------- | --- | ----- | ----- | ------ |
| 1 . | SpVgg 1899 Leipzig-Lindenau | 14  | 38:18 | 2,11  | 22:60  |
| 2 . | VfB Leipzig (MM, M)         | 14  | 34:18 | 1,89  | 17:11  |
| 3 . | FC Fortuna Leipzig          | 14  | 29:21 | 1,38  | 17:11  |
| 4 . | Olympia Leipzig             | 14  | 22:33 | 0,67  | 15:13  |
| 5 . | FC Eintracht Leipzig        | 14  | 26:20 | 1,30  | 14:14  |
| 6 . | SC Wacker Leipzig           | 14  | 29:26 | 1,12  | 14:14  |
| 7 . | FC Sportfreunde Leipzig     | 14  | 22:34 | 0,65  | 09:19  |
| 8 . | Leipziger BC                | 14  | 24:54 | 0,44  | 04:24  |

| (MM) | Mitteldeutscher Titelverteidiger |
| (M)  | Titelverteidiger Nordwestsachsen |

## Gau Saale
Aus dem Gau Saale ist aus dieser Spielzeit folgende Abschlusstabelle überliefert.
| Pl. | Verein                 | Sp. | Tore  | Quote | Punkte |
| --- | ---------------------- | --- | ----- | ----- | ------ |
| 1 . | Hallescher FC 1896 (M) | 12  | 44:16 | 2,75  | 22:20  |
| 2 . | FV Sportfreunde Halle  | 12  | 33:23 | 1,43  | 17:70  |
| 3 . | Hallescher FC Wacker   | 12  | 35:32 | 1,09  | 13:11  |
| 4 . | SV Borussia 02 Halle   | 12  | 32:29 | 1,10  | 12:12  |
| 5 . | SV Halle 98 a          | 12  | 18:31 | 0,58  | 09:15  |
| 6.  | SV Favorit Halle       | 12  | 20:29 | 0,69  | 06:18  |
| 7.  | VfB Merseburg          | 12  | 14:36 | 0,39  | 05:19  |

| (M) | Titelverteidiger Saale |

## Gau Thüringen
In dieser Saison wurde erstmals eine oberste Thüringenliga ausgespielt. Beide Spielzeiten zuvor fand die Meisterschaft noch im K.-o.-Modus statt. 
[ Am 30. März 1919 war folgender Tabellenstand zu verzeichnen:]
| Pl. | Verein             | Sp. | Punkte |
| --- | ------------------ | --- | ------ |
| 1.  | SC Erfurt 1895     | 11  | 19:30  |
| 2.  | FC Borussia Erfurt | 10  | 14:60  |
| 3.  | SV 01 Gotha        | 9   | 13:50  |
| 4.  | SpVgg 02 Erfurt    | 9   | 07:11  |
| 5.  | 1. SV 03 Jena      | 5   | 04:60  |
| 6.  | SV Wacker 07 Gotha | 8   | 03:13  |
| 7.  | SC 1903 Weimar     | 3   | 01:50  |
| 8.  | VfB 04 Erfurt      | 7   | 01:13  |

## Mitteldeutsche Meisterschafts-Endrunde
Die Meisterschafts-Endrunde fand im K.-o.-System statt. Qualifiziert waren die gemeldeten Meister der einzelnen Gaue, sowie der Titelverteidiger VfB Leipzig.

### Vorrunde
Die Vorrundenspiele fanden am 18. Mai und 25. Mai 1919 statt.
|                                                            | Ergebnis |                                                          |
| ---------------------------------------------------------- | -------- | -------------------------------------------------------- |
| Hallescher FC 1896 (Sieger Gau Saale)                      | 8:1      | FC Viktoria 09 Stendal (Sieger Gau Altmark)              |
| SV Fußballring Dresden (Sieger Gau Ostsachsen)             | 5:2      | SpVgg 1899 Leipzig-Lindenau (Sieger Gau Nordwestsachsen) |
| VfB Chemnitz (Sieger Gau Südwestsachsen)                   | 3:0      | Viktoria 03 Zerbst (Sieger Gau Anhalt)                   |
| VfB Leipzig (Titelverteidiger)                             | 6:0      | Zwickauer SC (Sieger Gau Westsachsen)                    |
| SC Preußen-Wacker Magdeburg (Sieger Gau Mittelelbe)        | 1:0      | FC Germania Halberstadt (Sieger Gau Harz)                |
| Naumburger SV 05 (Sieger Gau Saale-Elster)                 | 3:1      | SV Wacker 05 Nordhausen (Sieger Gau Kyffhäuser)          |
| SC Erfurt 1895 (Sieger Gau Thüringen) erhielt ein Freilos. |          |                                                          |

### Viertelfinale
| Datum                                |                        | Ergebnis |                             |
| ------------------------------------ | ---------------------- | -------- | --------------------------- |
| 1. Juni 1919                         | SV Fußballring Dresden | 3:2      | VfB Chemnitz                |
| 1. Juni 1919                         | Hallescher FC 1896     | 3:1      | Naumburger SV 05            |
| 1. Juni 1919                         | VfB Leipzig            | 9:1      | SC Preußen-Wacker Magdeburg |
| SC Erfurt 1895 wiederum mit Freilos. |                        |          |                             |

### Halbfinale
| Datum         |                        | Ergebnis |                |
| ------------- | ---------------------- | -------- | -------------- |
| 15. Juni 1919 | Hallescher FC 1896     | 3:2      | SC Erfurt 1895 |
| 15. Juni 1919 | SV Fußballring Dresden | 2:1      | VfB Leipzig    |

### Finale
| Datum         |                    | Ergebnis |                        |
| ------------- | ------------------ | -------- | ---------------------- |
| 22. Juni 1919 | Hallescher FC 1896 | 2:1      | SV Fußballring Dresden |